# Krzysztof Cieślik
Krzysztof Cieślik (ur. 1985) – polski tłumacz, krytyk literacki, poeta, współwłaściciel wydawnictwa ArtRage, członek Stowarzyszenia Tłumaczy Literatury.

## Życiorys
Tłumaczył na język polski wiele pozycji z zakresu literatury pięknej i literatury faktu, m.in. powieści Billa Buforda, Paula Bowlesa, Jonathana Safrana Foera, Dona DeLillo, Charlesa Simica, Hariego Kunzru, Louisa de Bernièresa, Stephena R. Bowna, Ullie Hessego. Jedną z jego prac było tłumaczenie wyróżnionej w 2020 roku nagrodą Bookera powieści Shuggie Bain Douglasa Stuarta.
Tłumaczył także m.in. wiersze Charlesa Simica i Zeiny Hashem Beck.
Książka Billa Buforda, Między kibolami, tłumaczona przez niego na język polski, została nominowana do Nagrody im. Kapuścińskiego za rok 2021.
W roku 2022 współpracował z „Plus Minus” i „Dwutygodnikiem”. Wcześniej przez 10 lat recenzował książki w „Polityce” i pisał do „Rzeczpospolitej”.
Napisał podwójny zbiór wierszy new sincerity / zapiski z późnego kapitalizmu, który został wydany przez wydawnictwo Dom Literatury w Łodzi. Jest autorem książki Twórczość Cypriana Norwida a teorie ewolucjonizmu drugiej połowy XIX wieku.
W 2015 obronił na Uniwersytecie Warszawskim pracę doktorską Twórczość Cypriana Norwida a teorie ewolucjonizmu drugiej połowy XIX wieku napisaną pod kierunkiem Wiesława Rzońcy.
W styczniu 2022 roku Wydawnictwo Sonia Draga pozwało Cieślika za naruszenie dobrego imienia we wpisach na Facebooku. Cieślik skrytykował w nich jakość tłumaczeń książek wydawanych przez wydawnictwo, w szczególności jakość tłumaczeń dzieł Jonathana Franzena. Wydawnictwo Sonia Draga domagało się usunięcia trzech wpisów, które Krzysztof Cieślik umieścił na Facebooku w 2020 i 2021 roku. Pozew spotkał się z negatywną reakcją środowiska literackiego – prawo do krytyki wydawnictwa przez Cieślika poparli m.in. Filip Łobodziński, Justyna Sobolewska, Wojciech Szot, Jerzy Jarniewicz, Olga Wróbel. Po kilku dniach wydawnictwo wycofało pozew.